# Dyke Point
Dyke Point är en udde i Antarktis. Den ligger i Sydshetlandsöarna. Argentina, Chile och Storbritannien gör anspråk på området. Dyke Point ligger vid sjön Kiteschbach.
Terrängen inåt land är varierad. Havet är nära Dyke Point åt nordost. Trakten är glest befolkad. Närmaste befolkade plats är Escudero Station, 2,8 kilometer norr om Dyke Point. 